# Pic Torreys
Le pic Torreys, en anglais Torreys Peak, est un sommet montagneux américain à la frontière du comté de Clear Creek et du comté de Summit, au Colorado. Il culmine à 4 349 mètres d'altitude dans la Front Range. Il est protégé au sein de la forêt nationale d'Arapaho et de la forêt nationale de White River.